# Véronique Gayrard
Véronique Gayrard ist eine französische Mathematikerin, die sich auf Wahrscheinlichkeit und statistische Physik spezialisiert hat. Sie ist Professorin am Hausdorff Center for Mathematics in Bonn.

## Leben
Gayrard erwarb ihren Doktortitel 1993 an der Universität des Mittelmeeres Aix-Marseille II. Ihre Dissertation mit dem Titel Contribution à l'étude rigoureuse des modèles de Hoppfiel (Beiträge zur rigorosen Untersuchung von Hopfield-Modellen) wurde von Pierre Picco betreut.
Zu ihren Forschungsthemen gehören Hopfield-Netzwerke, das Langzeitverhalten des Random Energy Models  sowie Metastabilität bei reversibler Diffusion.
Sie ist Forschungsdirektorin beim CNRS-Institut, das dem Institut für Mathematik in Marseille (I2M) angegliedert ist. Dort ist sie der Forschungsgruppe für die Mathematik des Zufalls (ALEA) angeschlossen, die sie von 2015 bis 2021 leitete.
Seit 1992 arbeitet sie mit dem Mathematiker Anton Bovier vom Institut für Angewandte Mathematik der Rheinische Friedrich-Wilhelms-Universität Bonn  zusammen.

## Auszeichnungen
- 2021: Gay-Lussac-Humboldt-Preis[5][4]